# Frankovci
Frankovci so naselje v Občini Ormož.